# Lampertice
Lampertice település Csehországban, Trutnovi járásban. Lampertice Bernartice, Žacléř és Královec településekkel határos. Lakosainak száma 356 fő (2024. január 1.).

## Népesség
A település lakosságának változását az alábbi diagram mutatja:
| Lakosok száma | 1494 | 2050 | 1650 | 848  | 529  | 413  | 400  | 382  | 362  | 356  |
|               | 1869 | 1900 | 1921 | 1961 | 1980 | 2011 | 2016 | 2019 | 2021 | 2024 |